# Karl Menckhoff
Karl Menckhoff (14 de Abril de 1883 - 1948) foi um militar alemão da infantaria que mais tarde se tornou piloto da Luftstreitkräfte, tornando-se um ás da aviação com 39 vitórias registadas durante a Primeira Guerra Mundial.
Com mais de 30 anos quando a Grande Guerra se iniciou, Menckhoff era um dos mais velhos pilotos alemães da época. Após diversas vitórias, demonstrando uma incrível habilidade apesar da sua idade, no dia 23 de Setembro de 1917 foi abatido enquanto tentava assistir Werner Voss na sua famosa batalha contra o 56 Squadron. Ambos os pilotos foram abatidos por Arthur Rhys Davids. Apesar de voltar a voar apenas cinco dias depois, Menckhoff voltou a ser abatido pelo 56 Squadron.
A 11 de Fevereiro de 1918 foi nomeado para comandar a Jasta 72. A 25 de Julho de 1918, Menckhoff foi abatido por Walter Avery, um americano do 95th Aero Squadron. Era o primeiro combate de Avery, e Menckhoff foi capturado. Em Agosto de 1919, ele escapou do campo de prisioneiros onde estava, fugiu para a Suiça e lá permaneceu, tornando-se um empresário de sucesso até à data da sua morte.